# The Sirens Records
The Sirens Records ist ein US-amerikanisches Blues-, Gospel- und Jazz-Label, das sich insbesondere der Musikszene Chicagos widmet.
The Sirens Records wurde 1975 von Steven Dolins gegründet, der bereits als Jugendlicher Musik des Chicagoer Boogie-Woogie-Pianisten Erwin Helfer veröffentlicht hatte. Nach seinem Studium an der Tulane University in New Orleans arbeitete er im Jazz Record Mart von Delmark-Records-Chef Bob Koester. Erste Veröffentlichung seines eigenen Labels war eine Anthologie namens Primitive Piano, die Klaviermusik von Speckled Red, Billie Pierce u. a. enthielt und zuvor auf Erwin Helfers kurzlebigen Plattenlabel Tone erschienen war. Zweite Sirens-Veröffentlichung (Heavy Timbre) waren Mitschnitte von Chicagoer Bluesgrößen wie Willie Mabon, Sunnyland Slim, Jimmy Walker, Blind John Davis und Erwin Helfer. Nachdem Dolins mehrere Jahre in Dallas bei Texas Instruments gearbeitet hatte, kehrte er 1989 in den Raum Chicago zurück. 2000 reaktivierte er sein Label mit Veröffentlichungen u. a. von Pinetop Perkins und Barrelhouse Chuck.